# Marek Reichman
Pour les articles homonymes, voir Marek et Reichman.
Marek Reichman (né en 1966) est un designer automobile anglais, actuel chef designer d'Aston Martin-Lagonda (ex chef designer Land Rover, BMW-Rolls-Royce, et Ford-Lincoln-Mercury,).

## Biographie
Né à Sheffield dans le Yorkshire du Sud en Angleterre, il est diplômé d'un baccalauréat en arts en design industriel de la Teesside University (en) de Newcastle, puis a poursuivi ses études en conception d'automobiles au Royal College of Art de Londres,.

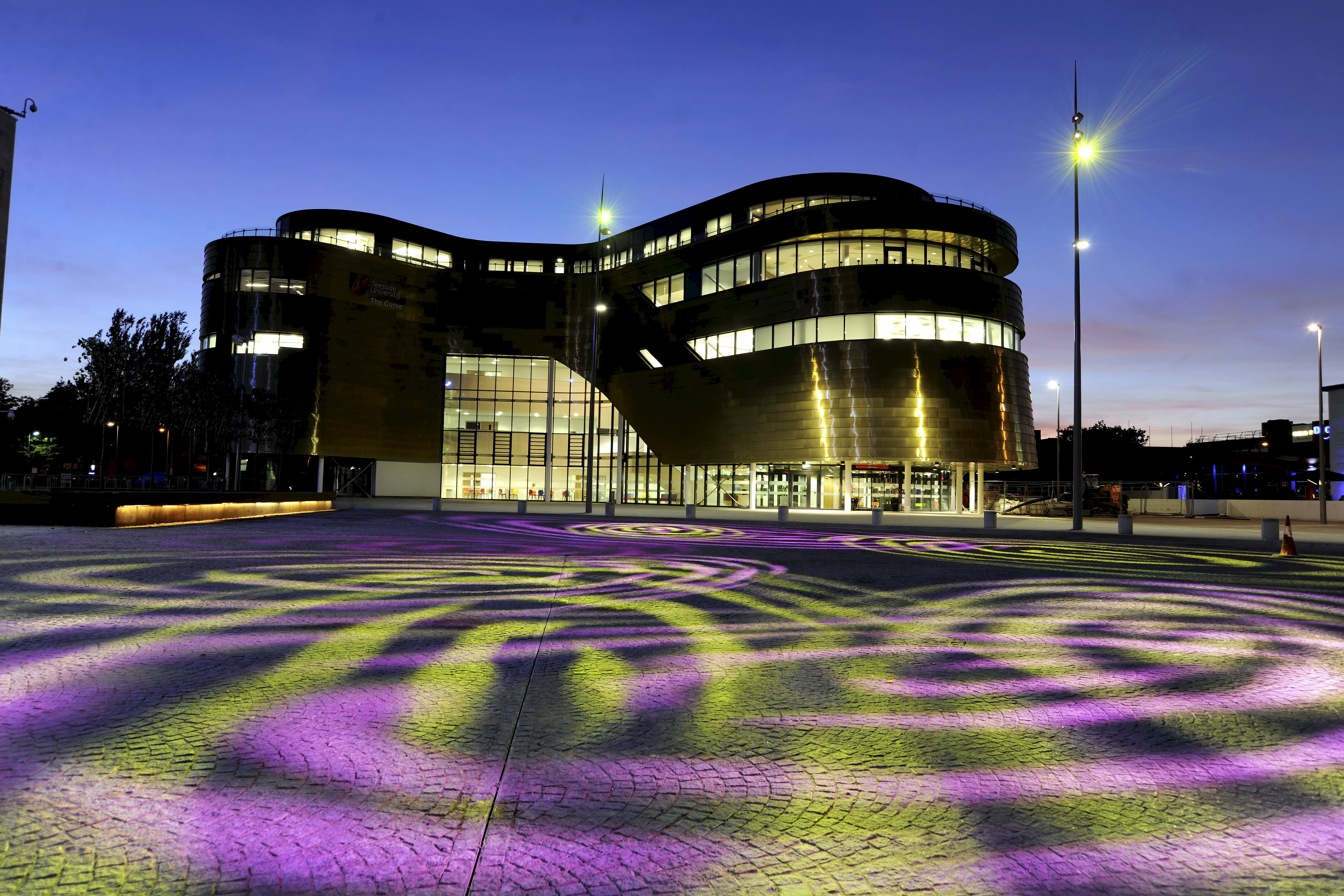
Teesside University (en) de Newcastle
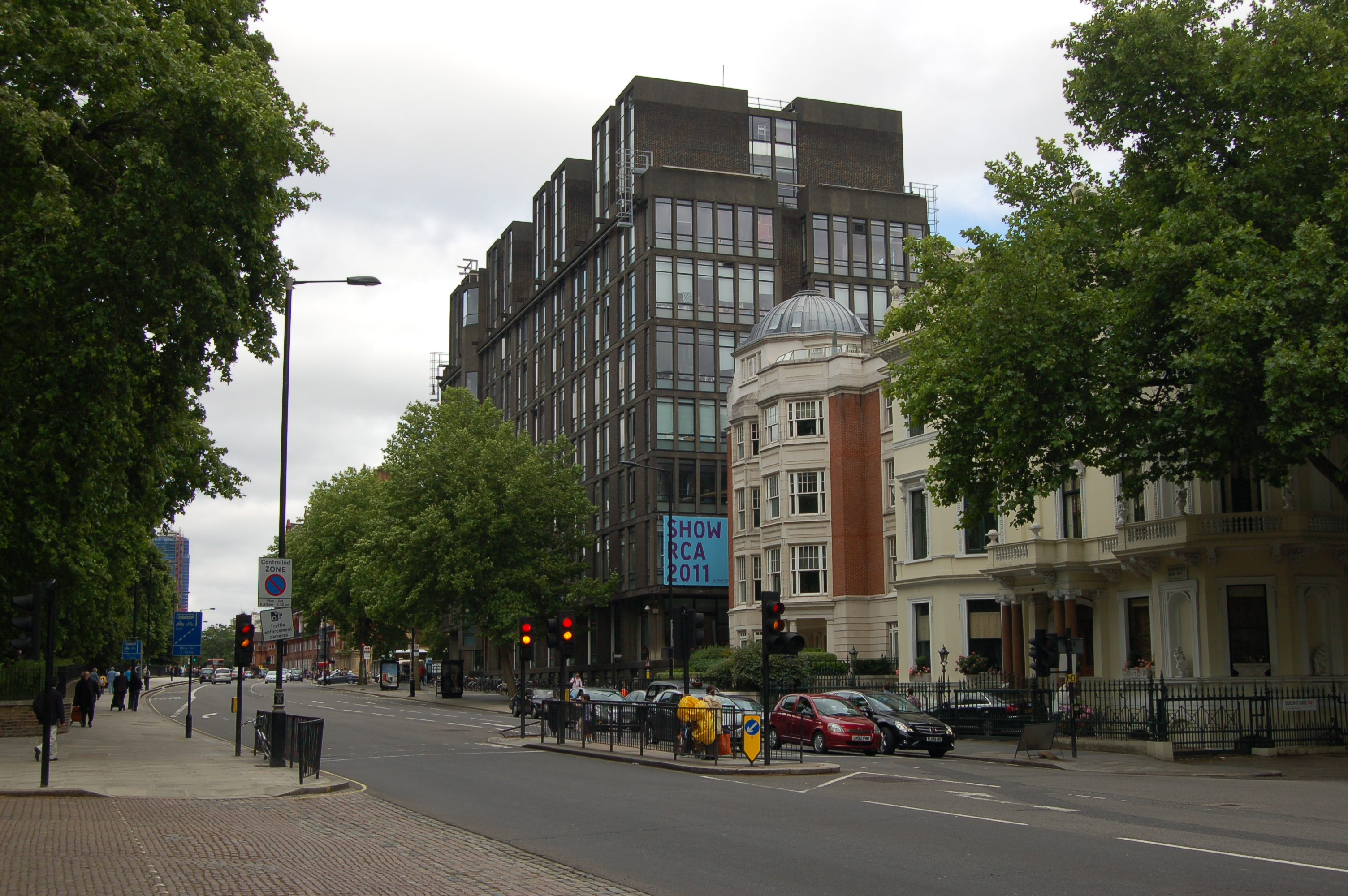
Royal College of Art de Londres

Il commence sa carrière en 1991 chez Land Rover, sur la gamme Range Rover.

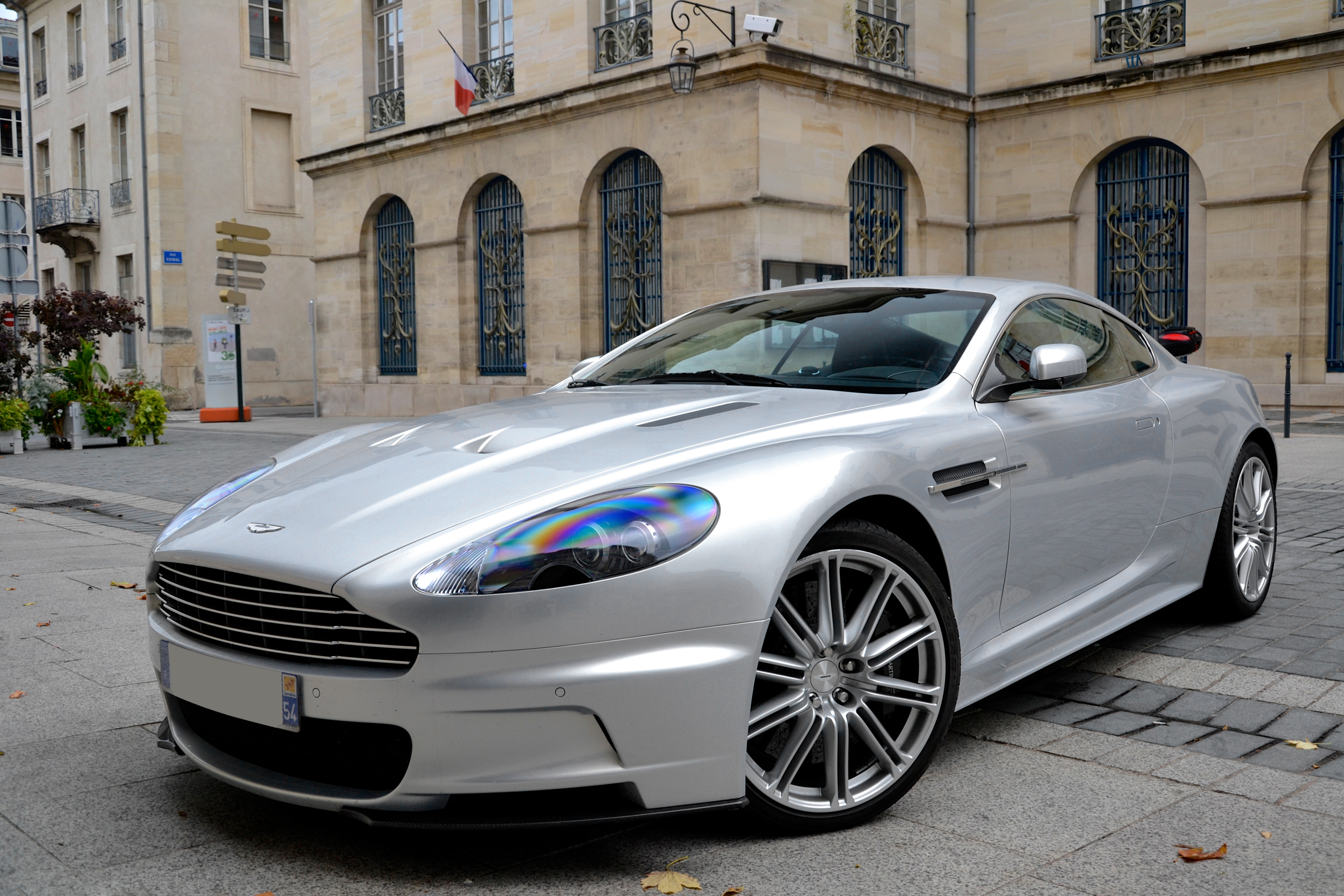
Aston Martin DBS V12 (2007)
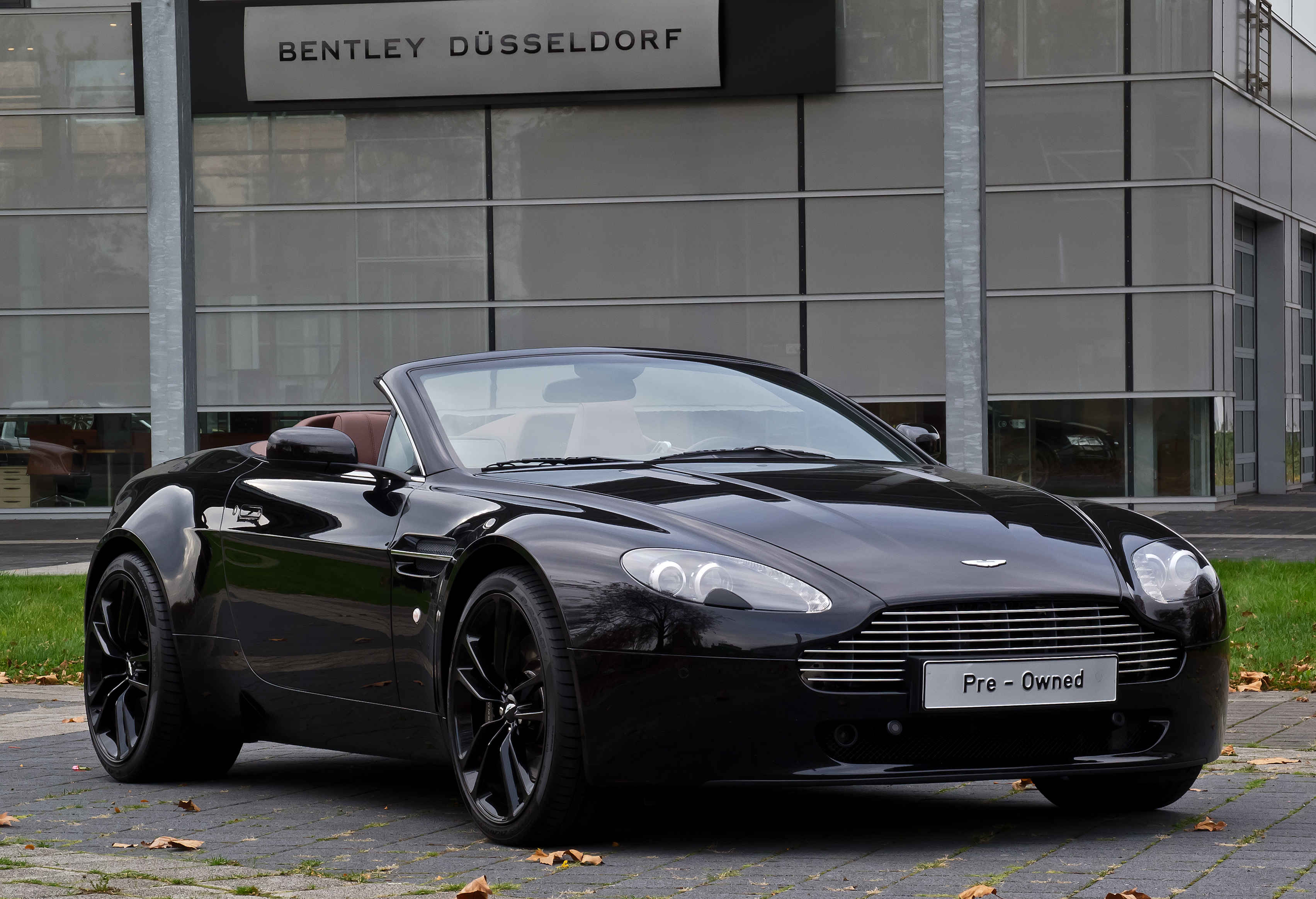
Aston Martin V8 Vantage Roadster (2007)
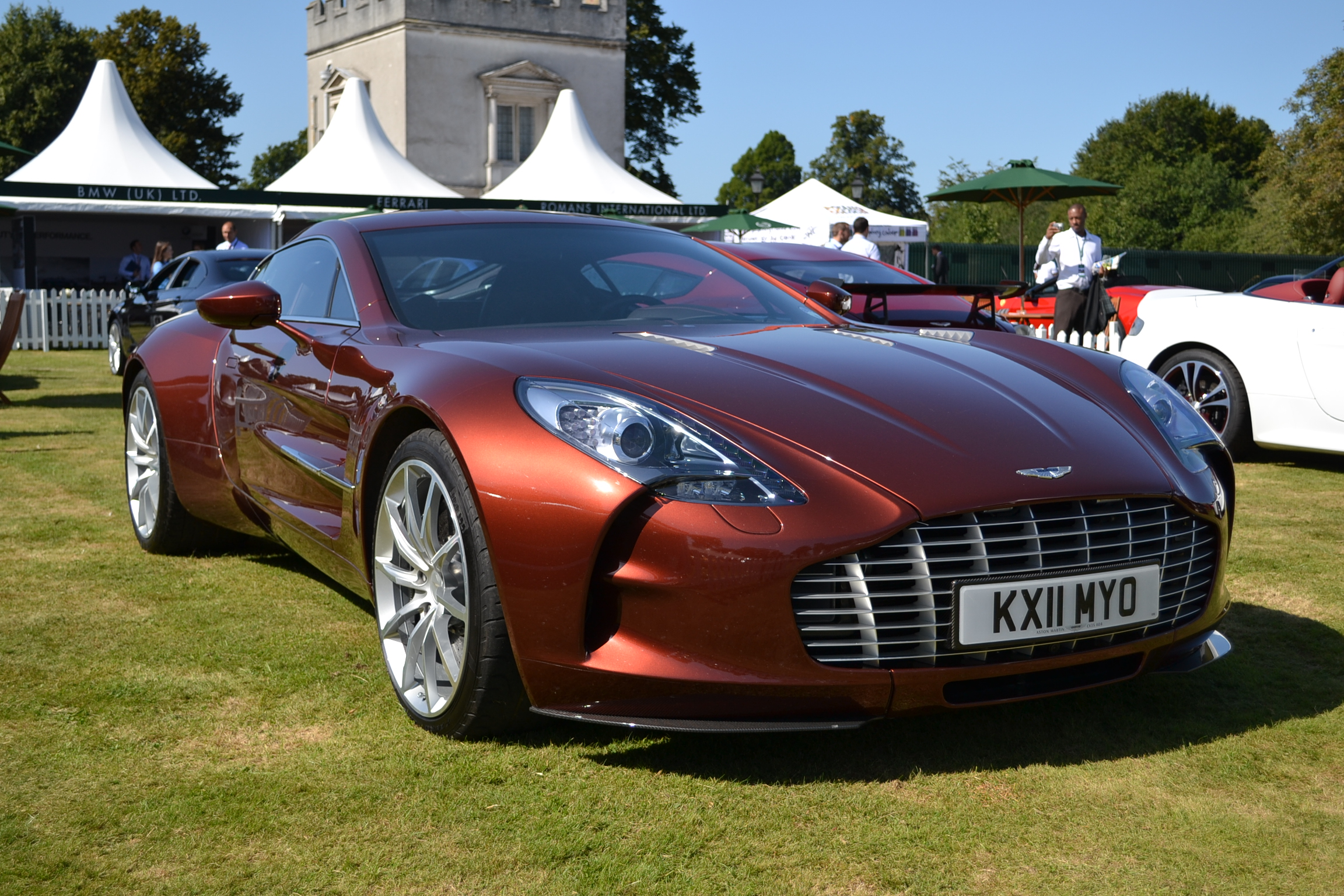
Aston Martin One-77 (2009)

Il poursuit en 1995 chez Designworks (en) BMW en Californie aux États-Unis, entre autres pour l'évolution des Rolls-Royce Phantom VII (2003).

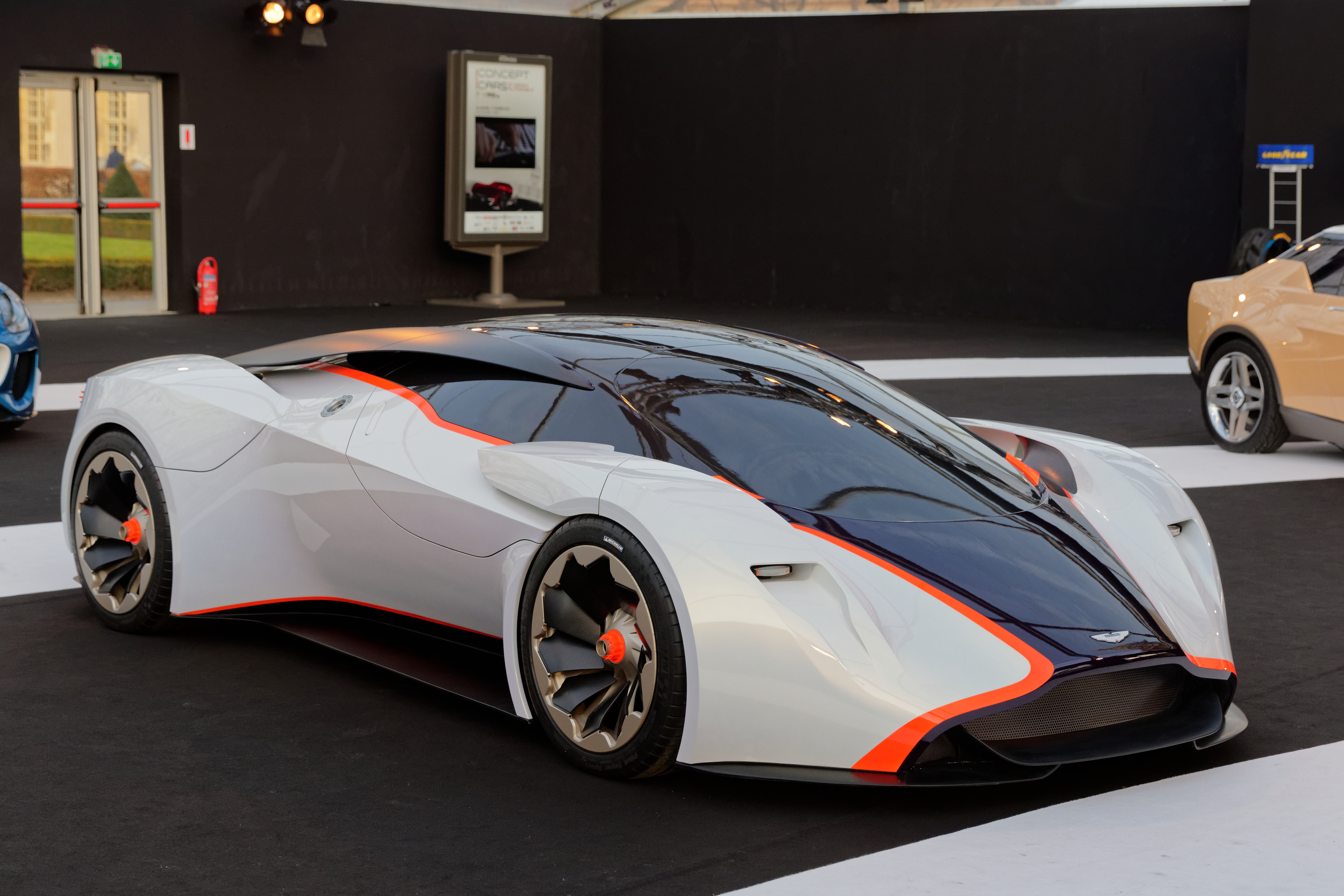
Aston Martin DP100 (2014)
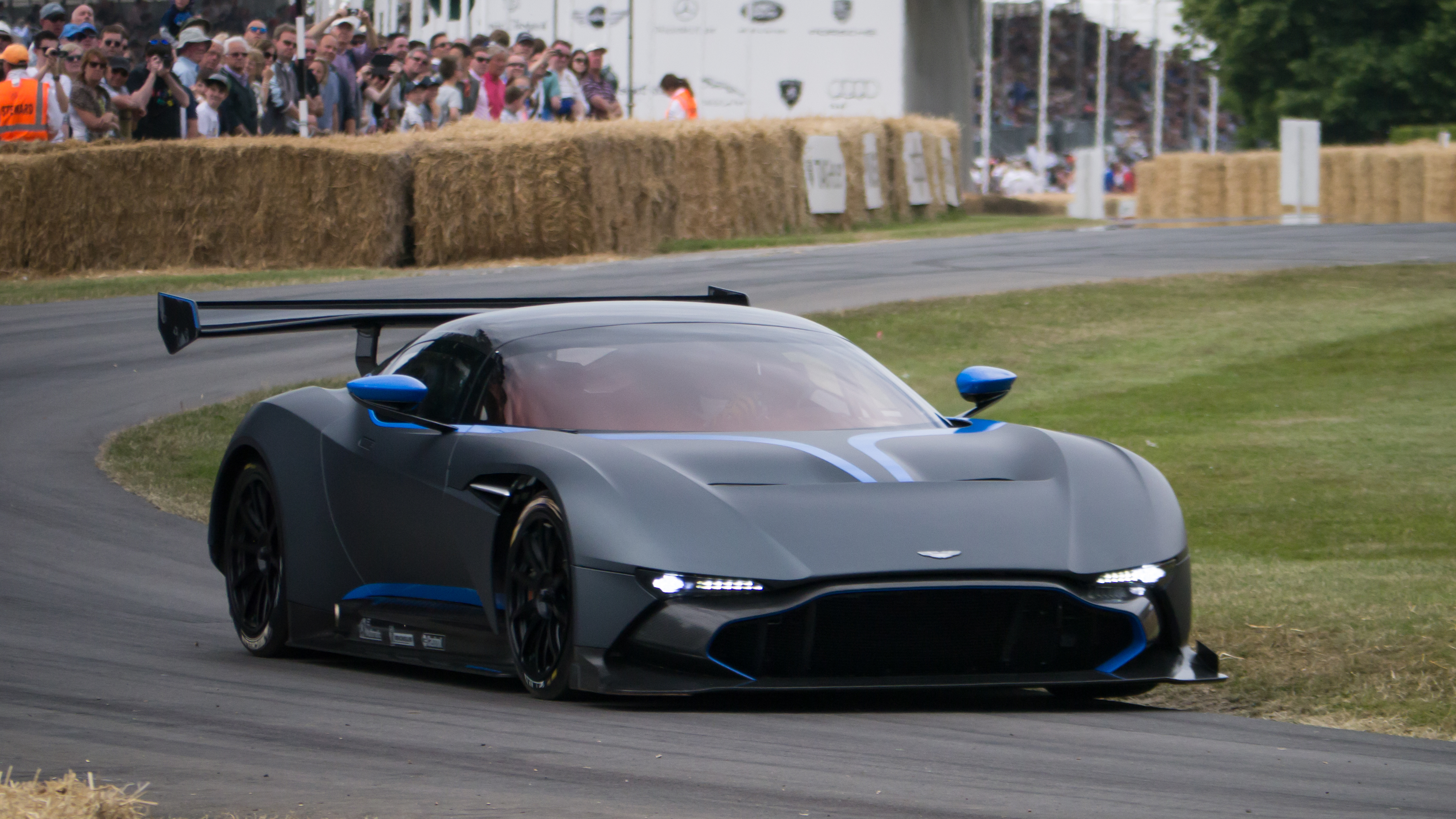
Aston Martin Vulcan (2015)
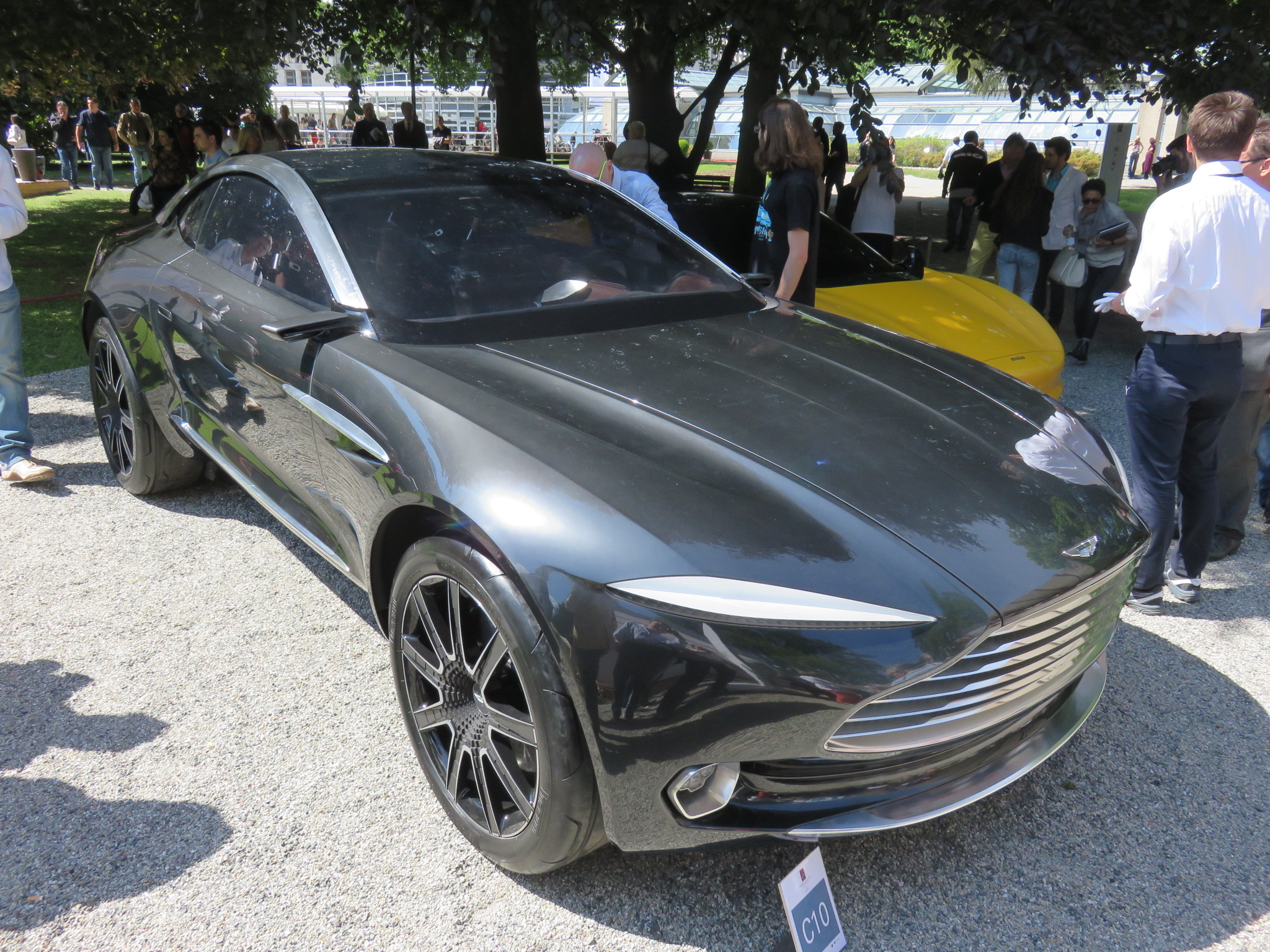
Aston Martin DBX Concept (2015)
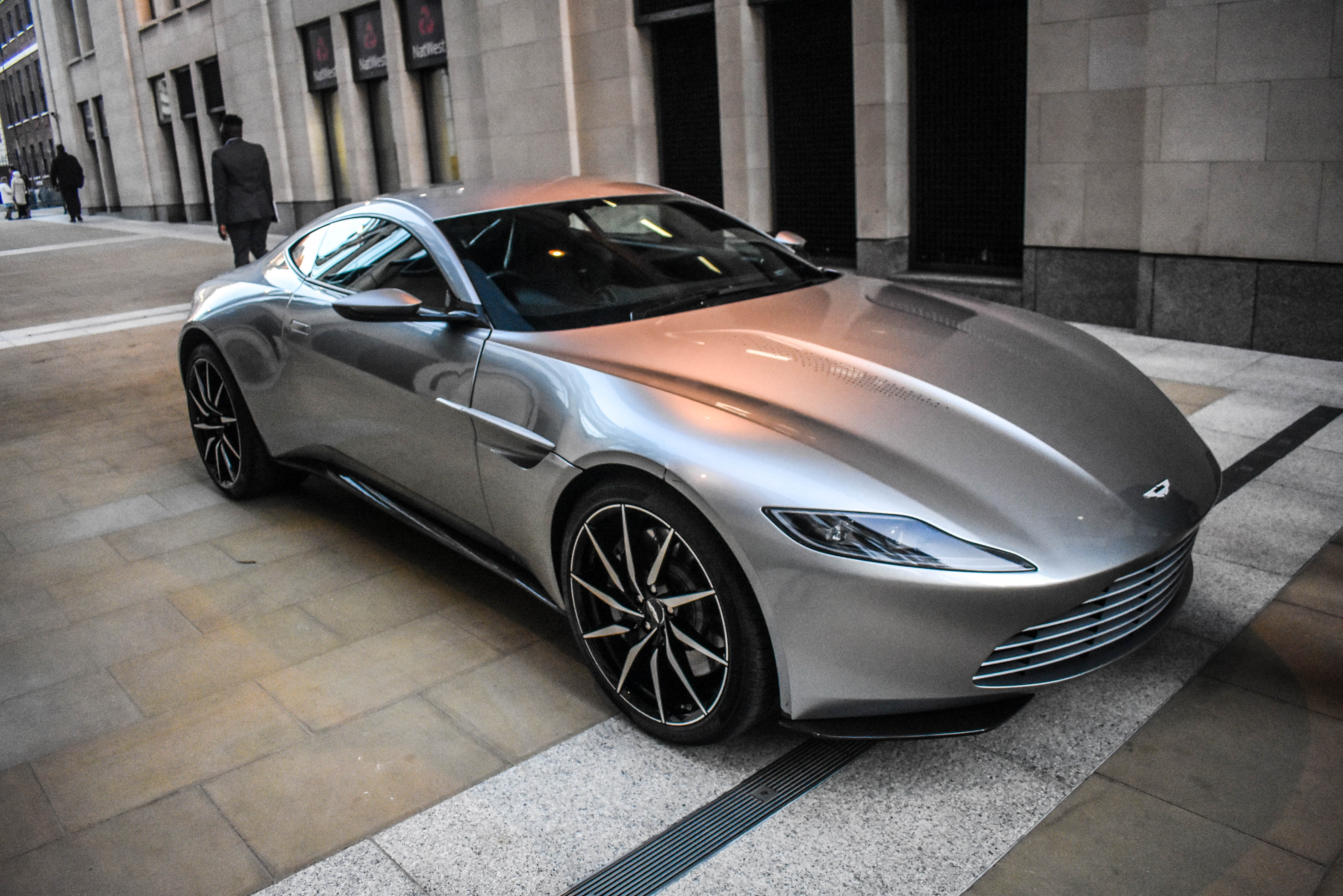
Aston Martin DB10 de James Bond - 007 Spectre (2015)
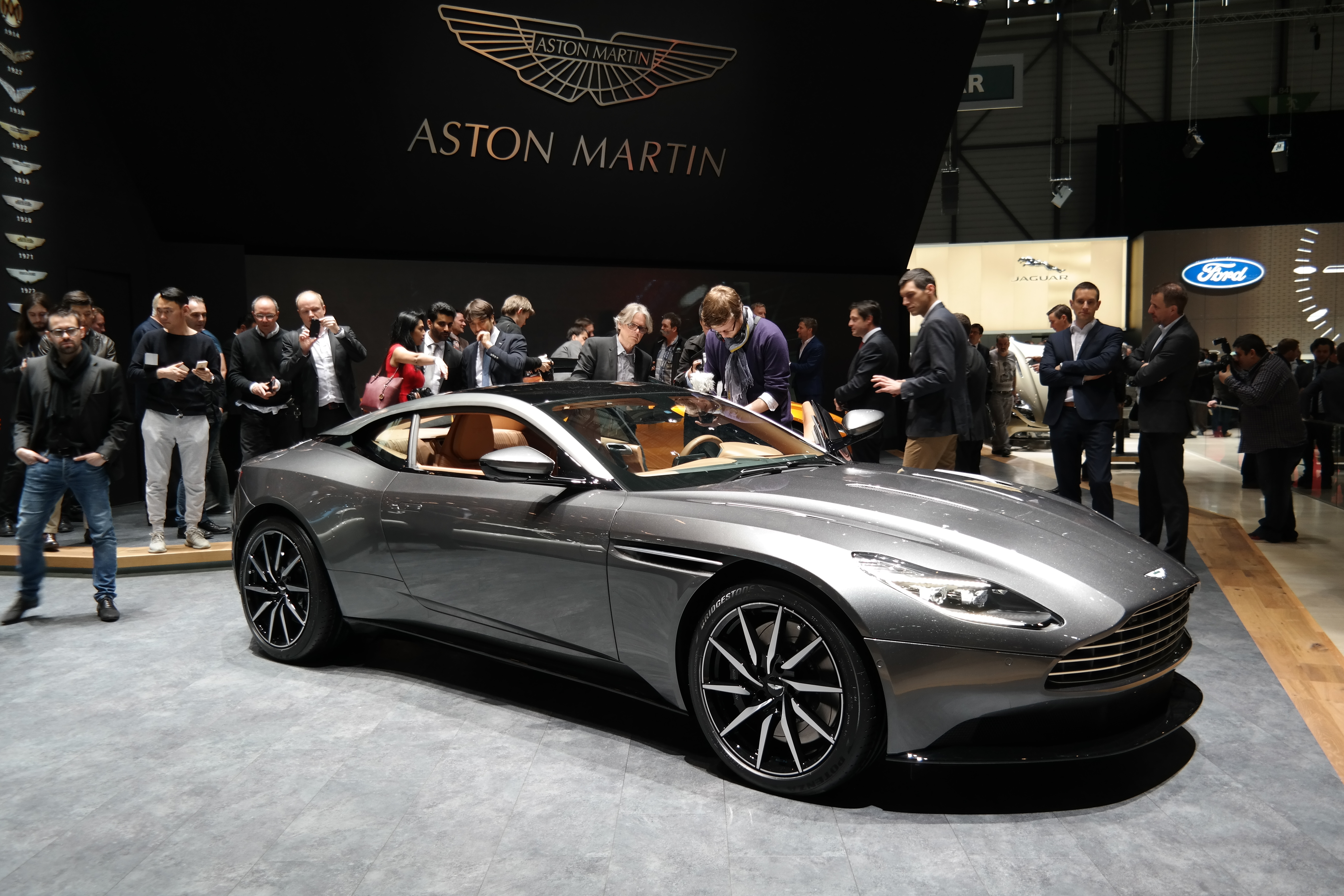
Aston Martin DB11 (2016)

Il rejoint le groupe Ford en 1999 en Amérique du Nord, en tant que chef concepteur pour Lincoln et Mercury, avec les Lincoln MKX Concept et Lincoln Navicross (en)...

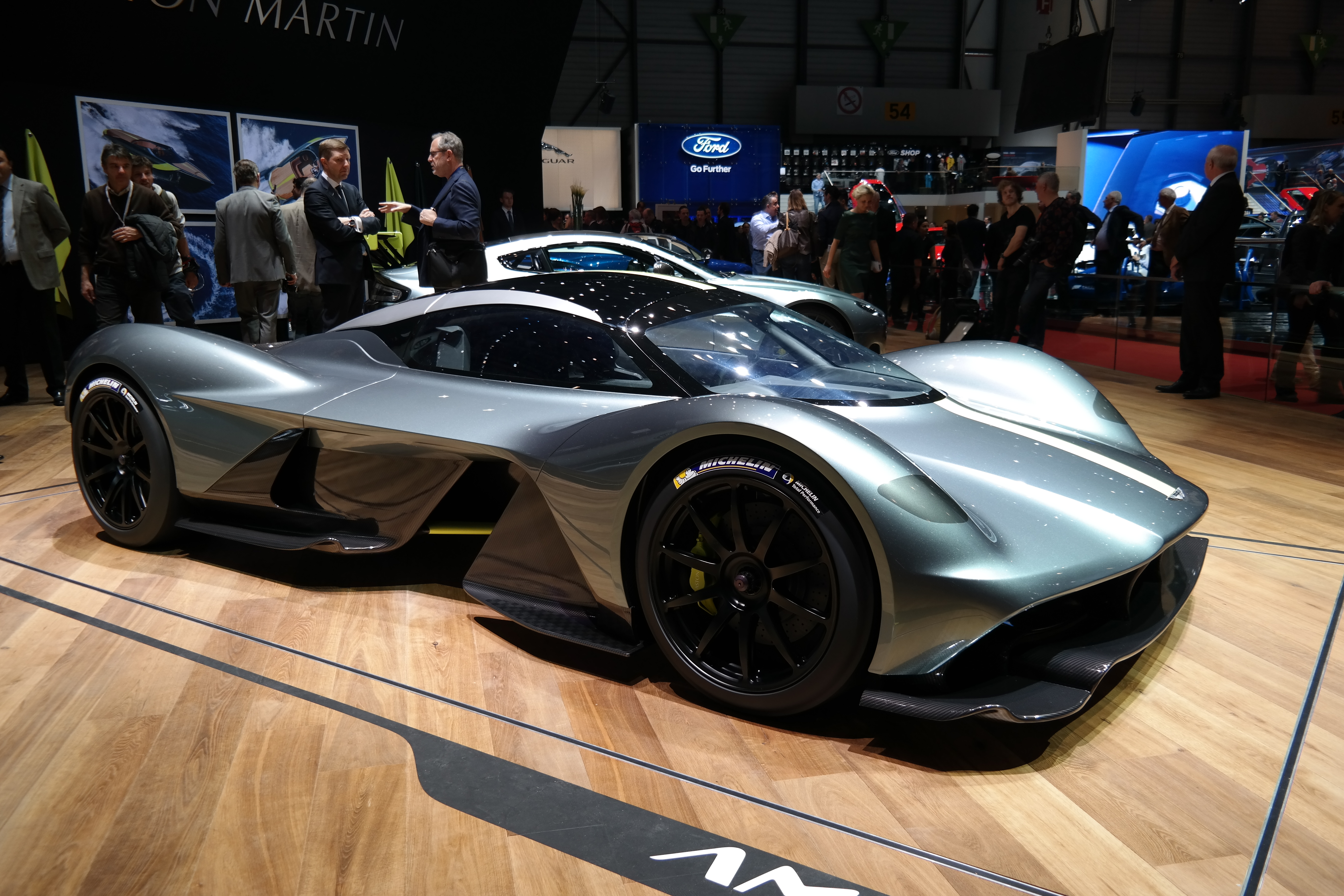
Aston Martin Valkyrie (2017)
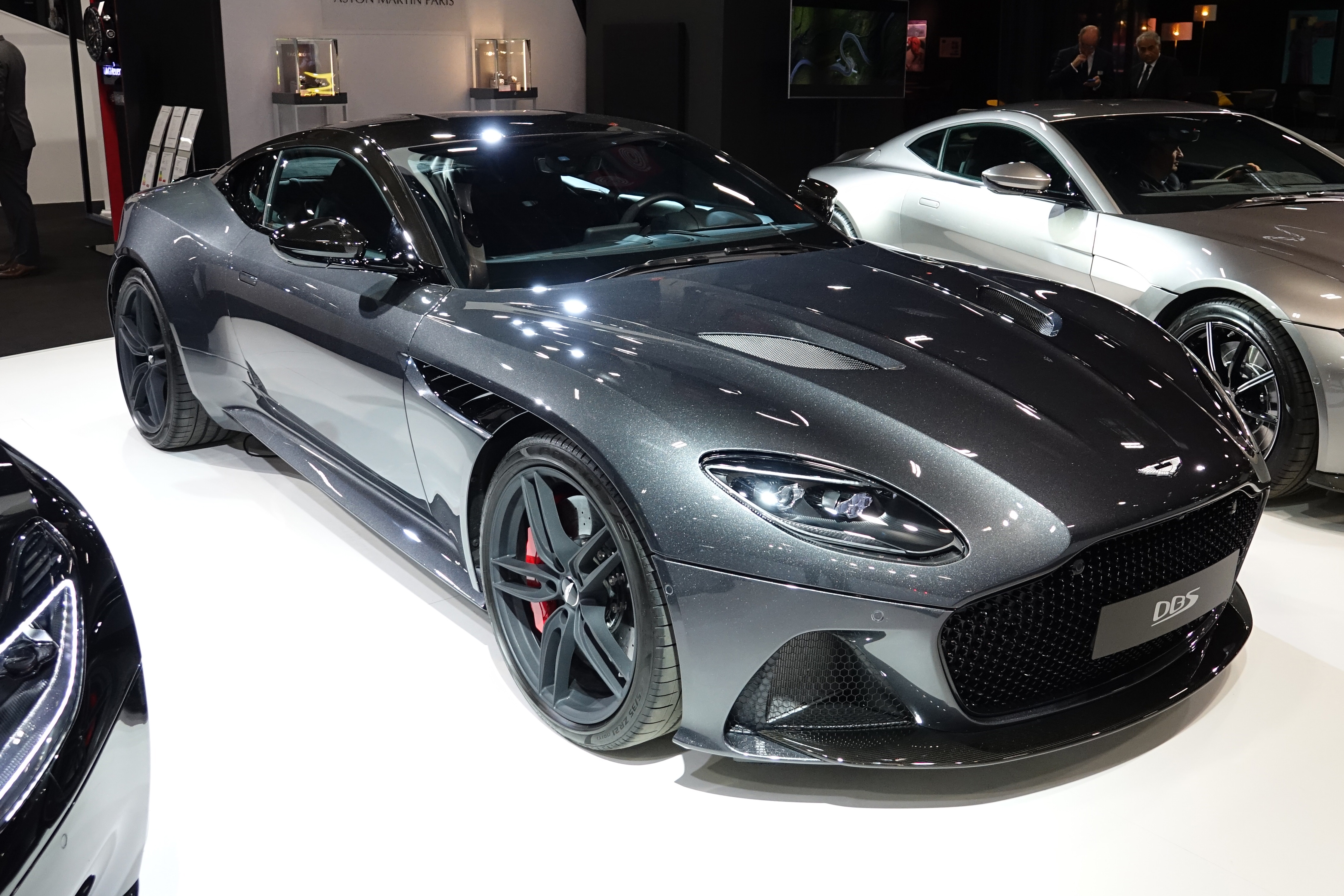
Aston Martin DBS Superleggera (2018)
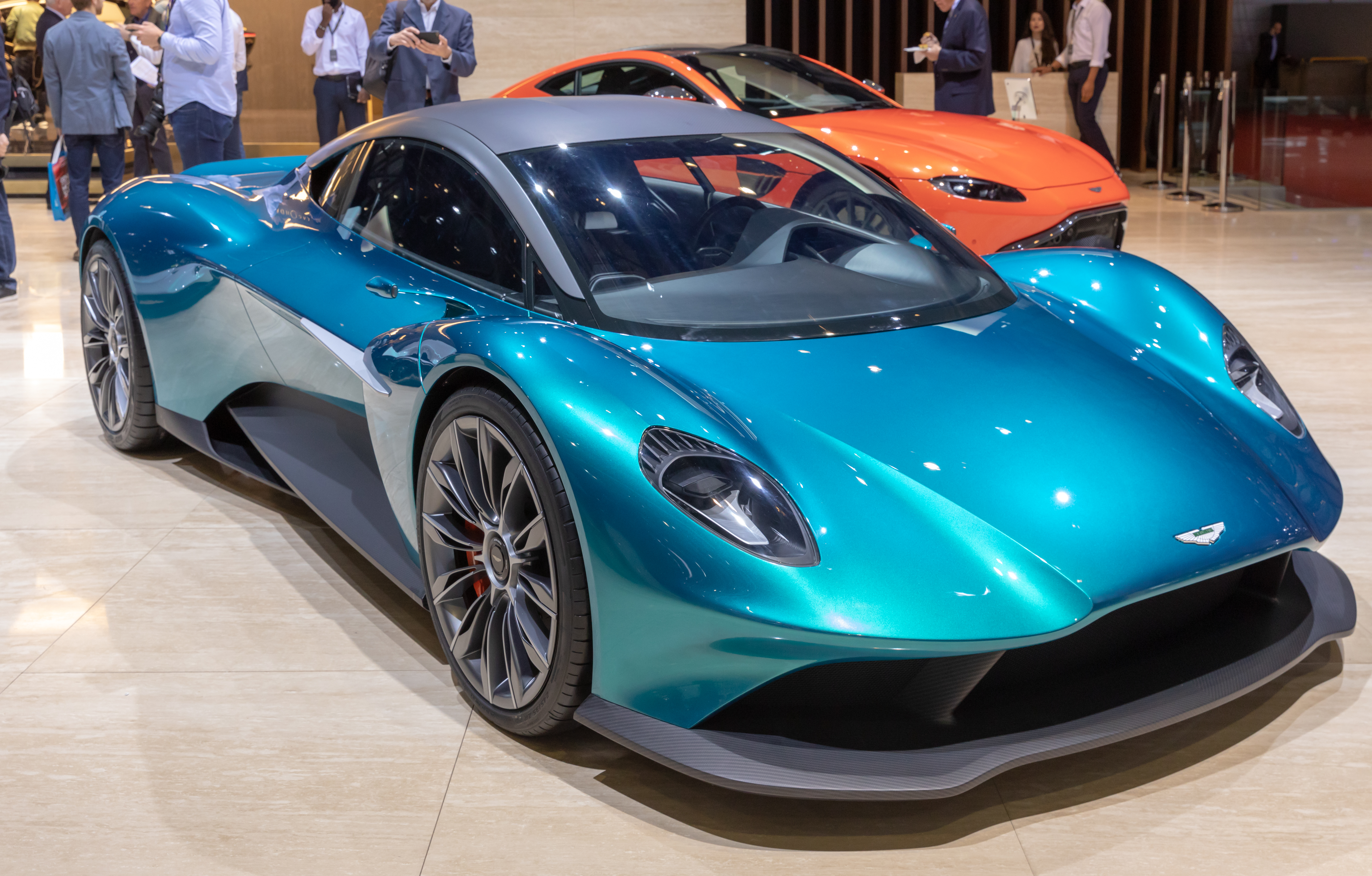
Aston Martin Vanquish Vision Concept (2019)
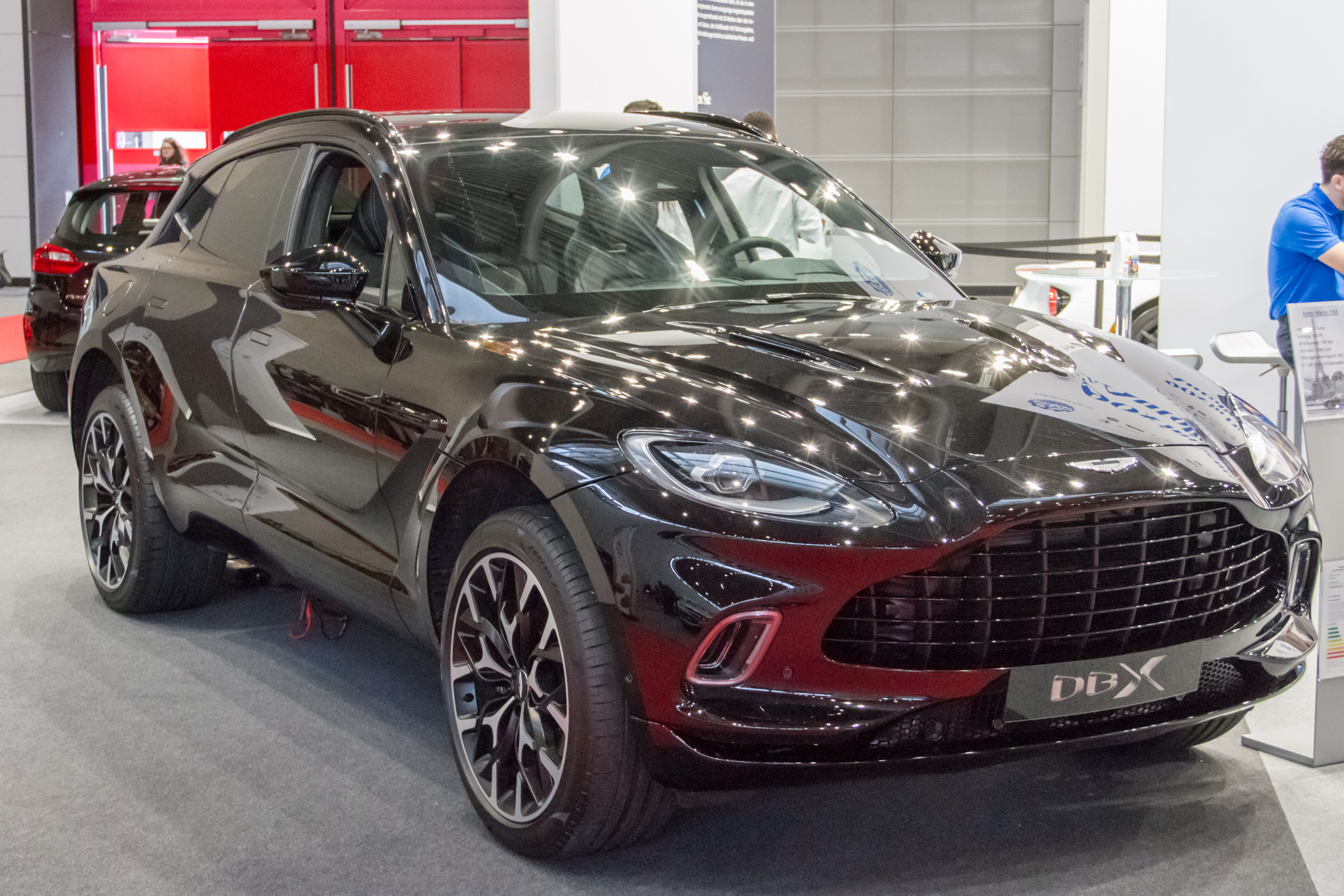
Aston Martin DBX (2020)
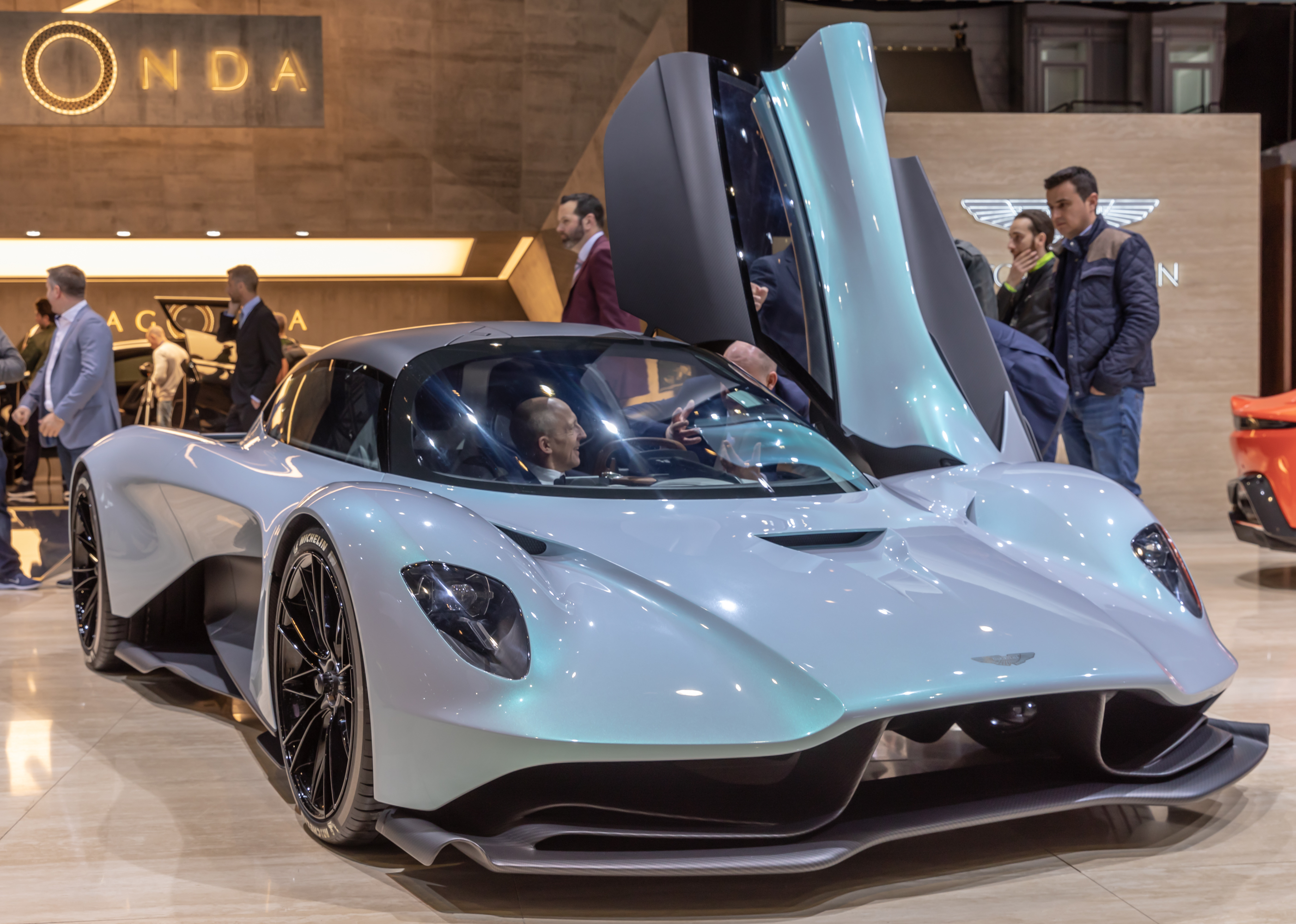
Aston Martin Valhalla (2020)

Il intègre Aston Martin-Lagonda en 2005 comme chef designer, en travaillant entre autres sur les Aston Martin V8 Vantage (2005), Aston Martin DBS V12 (2007), Aston Martin V12 Vantage (2009), Aston Martin One-77 (2009), Aston Martin Rapide (2010), Aston Martin Virage V12 (2011), Aston Martin Vanquish (2012), Aston Martin V12 Zagato (2012), Aston Martin CC100 (en) (2013), Lagonda Taraf (2014), Aston Martin Vulcan (2015), Aston Martin DB10 (2015), Aston Martin DBX Concept (2015), Aston Martin DB11 (2016), Aston Martin Valkyrie (2017), Aston Martin Vantage (2018), Aston Martin DBS Superleggera (2018), Lagonda Vision Concept (2018), Aston Martin Lagonda All-Terrain Concept (2019), Aston Martin Vanquish Vision Concept (2019), Aston Martin DBX (2020), Aston Martin Valhalla (2020)...

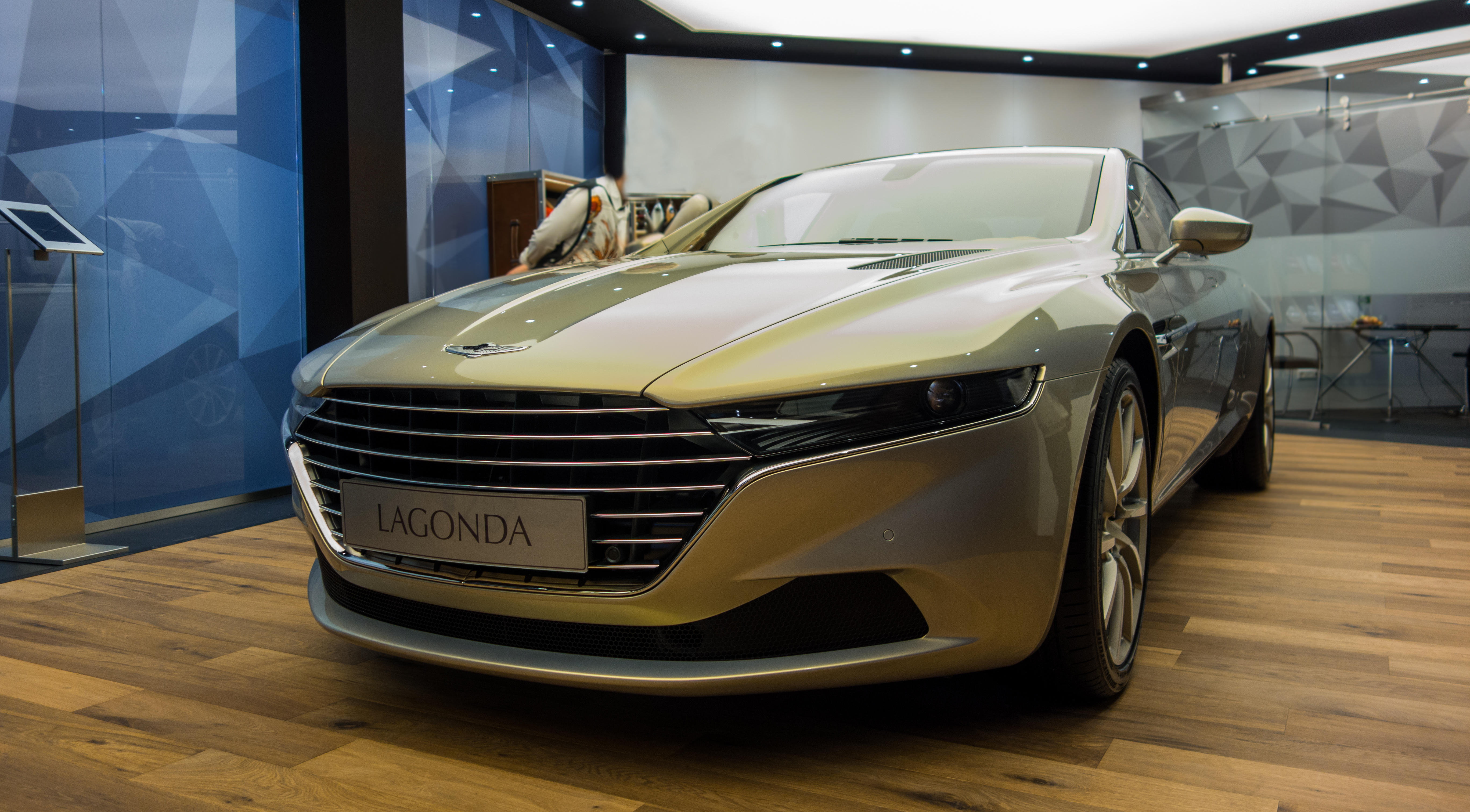
Lagonda Taraf (2014)
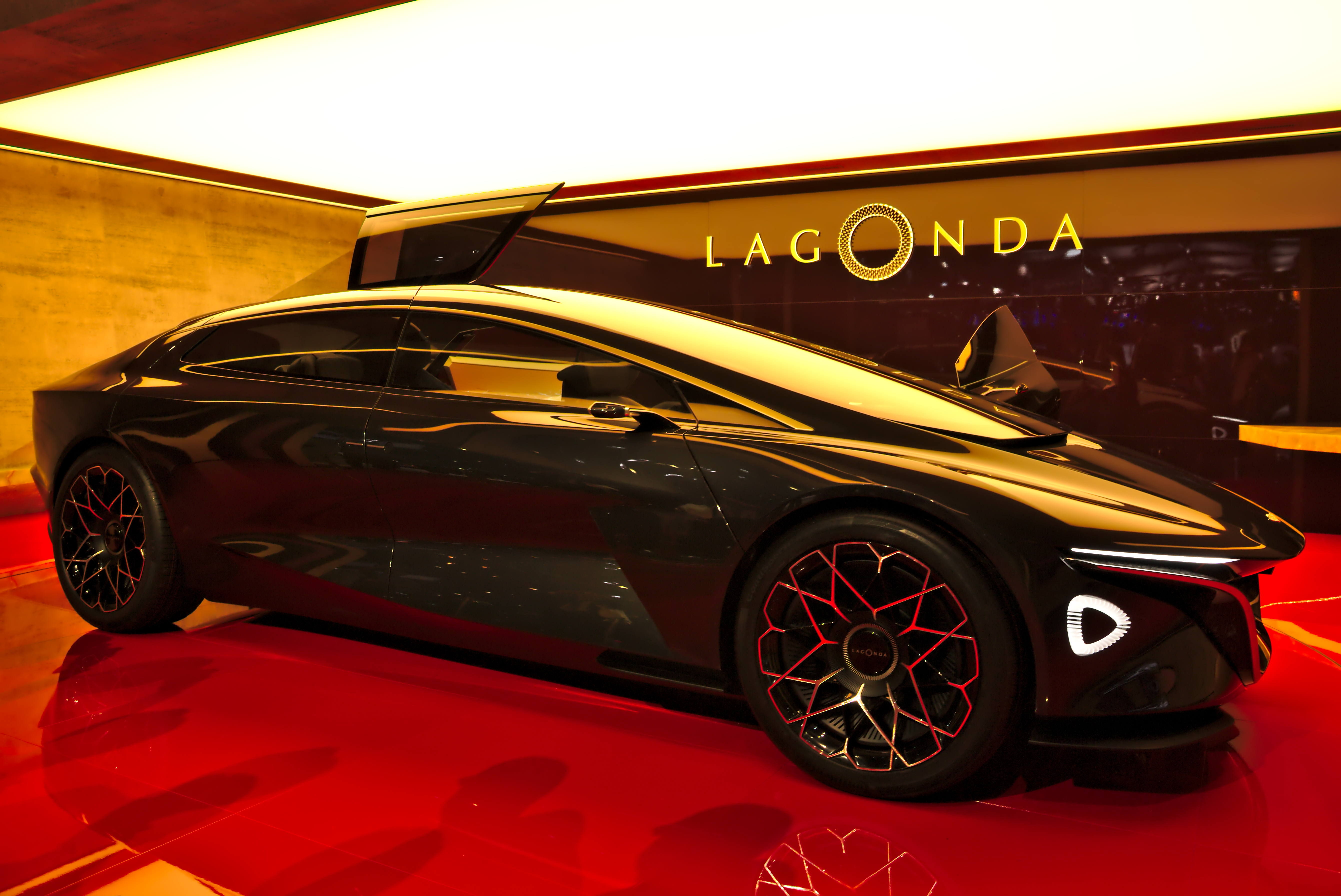
Lagonda Vision Concept (2018)
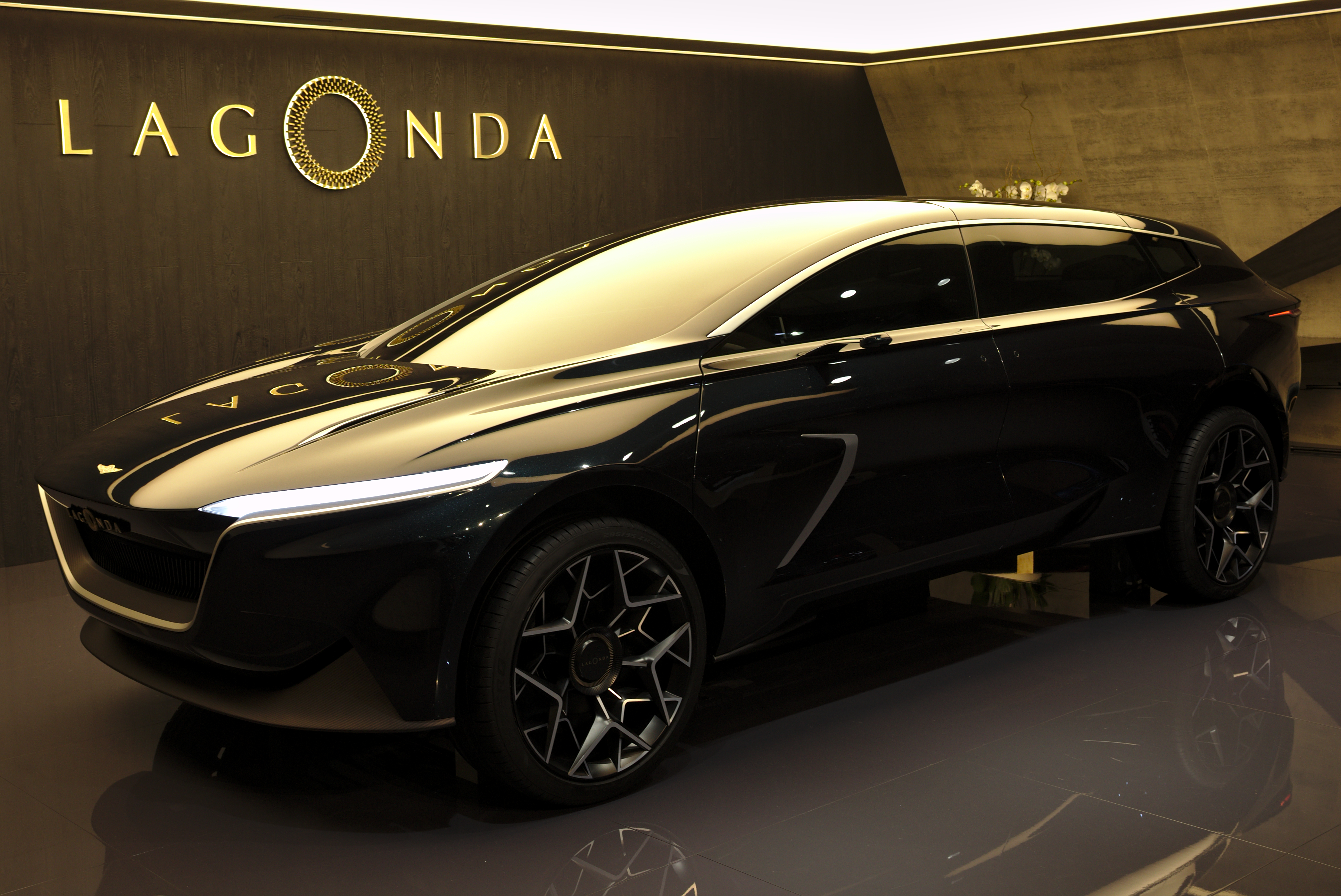
Aston Martin Lagonda All-Terrain Concept (2019)

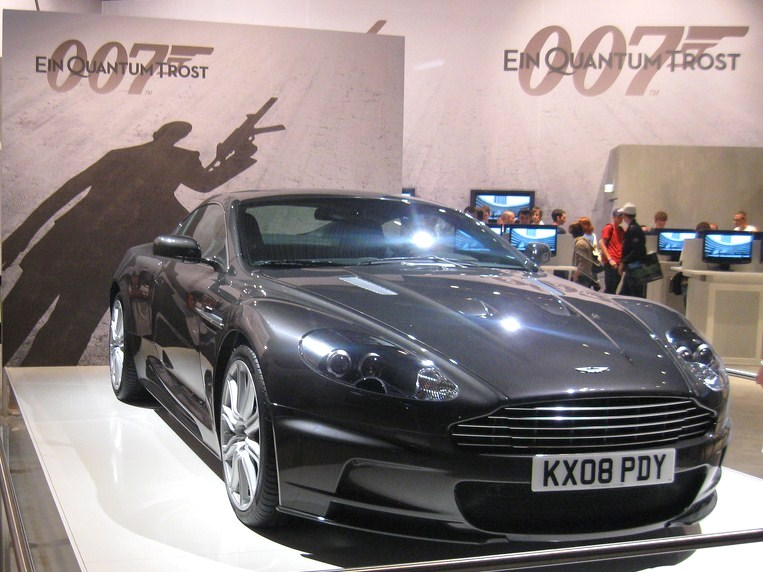
Aston Martin DBS V12 de Casino Royale (2006) et Quantum of Solace (2008)

Il conçoit pour la marque des voitures pour James Bond au cinéma (voitures célèbres du cinéma), de jeu vidéo, ainsi qu'une série de yachts et de sous-marin de poche..., avec :
- 2014 : Aston Martin DP100, concept car virtuel pour le jeu vidéo Gran Turismo 6 de PlayStation 3.
- 2015 : Aston Martin DB10, pour James Bond, dans le film 007 Spectre.
- 2016 : Aston Martin AM37, yacht-bateau runabout.
- 2006 : Aston Martin DBS V12, pour James Bond dans Casino Royale (2006), et Quantum of Solace (2008).
- 2020 : Aston Martin Goldfinger DB5 Continuation, réédition de l'Aston Martin DB5 de 1963 de James Bond.
- 2020 : Aston Martin AMB 001, moto.